# مرکز کشتار هادامار
مرکز کشتار هادامار یک مرکز کشتار بود که در برنامه اتانازی اجباری نازی‌ها به نام عملیات تی۴ شرکت داشت. این مرکز در یک بیمارستان روانی واقع در شهر هادامار آلمان، نزدیک به لیمبورگ در هسن قرار داشت.

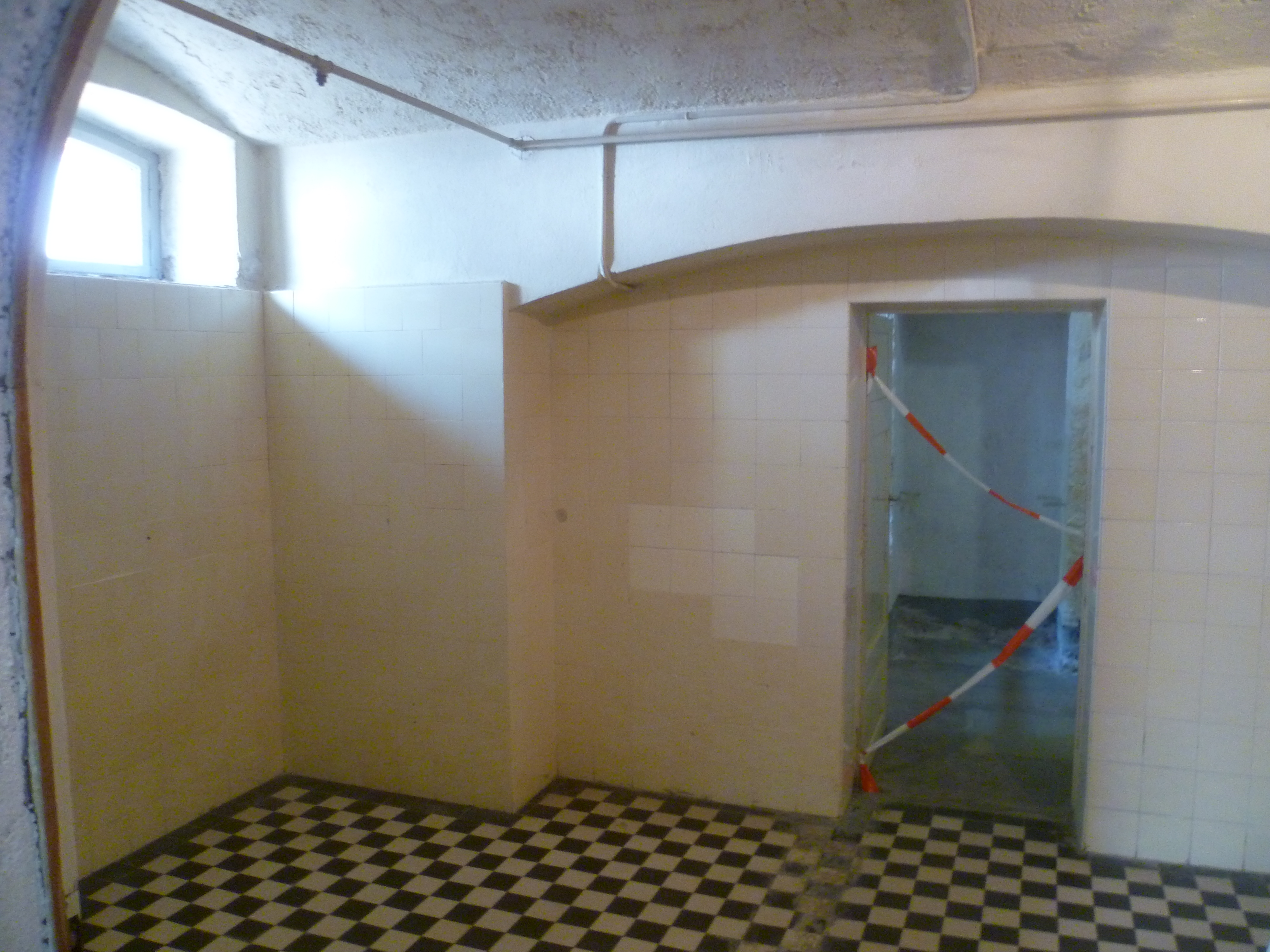
اتاق گاز در بیمارستان هادامار

از سال ۱۹۳۹، نازی‌ها از هادامار و پنج مکان دیگر به عنوان مراکز کشتار برای عملیات تی۴ استفاده کردند، که در آن‌ها عقیم‌سازی‌های جمعی و قتل‌عام اعضای «نامطلوب» جامعه آلمان، به ویژه کسانی که دارای ناتوانی‌های جسمی و ذهنی بودند، انجام می‌شد. در مجموع، تخمین زده می‌شود که ۲۰۰,۰۰۰ نفر در این مراکز به قتل رسیدند، از جمله هزاران کودک. این اقدامها با ایده‌های نازی‌ها درباره به‌نژادی همخوانی داشت. نزدیک به ۱۵,۰۰۰ شهروند آلمانی به این بیمارستان منتقل و در آنجا به قتل رسیدند، بیشتر آن‌ها در اتاق گاز و بقیه با تزریق مرگبار و گرسنگی. علاوه بر این، صدها کارگر اجباری از لهستان و دیگر کشورهای اشغال شده توسط نازی‌ها در آنجا به قتل رسیدند.
اگرچه به‌طور رسمی در سال ۱۹۴۱ پایان یافت، این برنامه تا تسلیم آلمان در سال ۱۹۴۵ ادامه داشت. هادامار و بیمارستان آن پس از جنگ در منطقه اشغال آمریکا قرار گرفتند.
بیمارستان همچنان به فعالیت خود ادامه می‌دهد. این بیمارستان دارای یک یادبود برای قتل‌های اتانازی و همچنین یک نمایشگاه درباره برنامه نازی‌ها است.

## پیش‌زمینه
از اواخر قرن نوزدهم، پزشکان و دانشمندان نظریه‌هایی درباره خلوص نژادی بر اساس به‌نژادی توسعه داده بودند، مفهومی که در آن زمان محبوب بود و از چندین رشته از جمله تاریخ اجتماعی، زیست‌شناسی، انسان‌شناسی و ژنتیک توسعه یافته بود. از پایان جنگ جهانی اول چندین جنبش در آلمان وجود داشت که نگران «انحطاط» خلوص نژادی آلمان بودند که با تأسیس مؤسسه کایزر ویلهلم برای انسان‌شناسی، وراثت انسانی، و اصلاح نژاد در سال ۱۹۲۷ به اوج خود رسید. اگرچه از اوایل دهه ۱۹۲۰ درخواست‌هایی برای قانون‌گذاری در مورد عقیم‌سازی و اتانازی وجود داشت، این درخواست‌ها رد شدند زیرا اعتقاد بر این بود که به‌نژادی مثبت نمایانگر ساختارهای سیاسی وایمار و نیازهای اجتماعی کشور است. این رویکرد در سال ۱۹۳۳ پس از به قدرت رسیدن نازی‌ها در آلمان پایان یافت، که برنامه به‌نژادی بر اساس نظریه‌های نژادی شبه‌علمی خود اجرا کردند.
در ژوئیه ۱۹۳۳، نازی‌ها «قانون پیشگیری از نسل‌های بیمار ارثی» را تصویب کردند که عقیم‌سازی اجباری برای افرادی با شرایط پزشکی که به‌طور ارثی تلقی می‌شدند، مانند اسکیزوفرنی و «حماقت» را تجویز می‌کرد. تخمین زده می‌شود که ۳۶۰,۰۰۰ نفر تحت این قانون بین سال‌های ۱۹۳۳ و ۱۹۳۹ عقیم‌سازی شدند.

## مرحله اول عملیات تی۴
از اواخر سال ۱۹۳۹، هیتلر شخصاً دستوری را بر روی کاغذ شخصی خود صادر کرد که به فیلیپ بوهلر و کارل برانت اجازه می‌داد برنامه «اتانازی» را برای دادن «مرگ رحمت» به «بیماران لاعلاج» آغاز کنند. این برنامه که توسط ویکتور براک توسعه یافت، با عقیم‌سازی‌های گسترده کودکان که «نامناسب» برای تولید مثل تلقی می‌شدند، آغاز شد. پس از آن، کارکنان بیمارستان کودکان را که نامناسب تشخیص داده شده بودند، از بین بردند و برنامه بعداً به بزرگسالان گسترش یافت. 

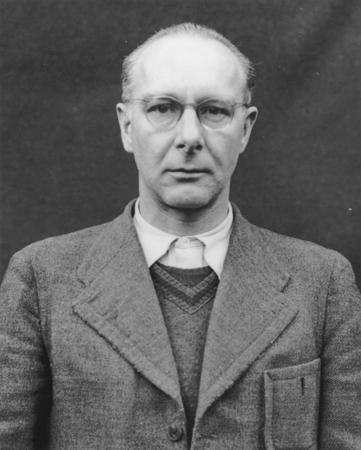
ویکتور براک، سازمان دهنده عملیات تی۴

تا ژانویه ۱۹۴۰، نازی‌ها اولین تأسیسات کشتار خود را راه‌اندازی کرده بودند. کلینیک هادامار، که یک مرکز روان‌پزشکی را در خود جای داده بود، آخرین شش تأسیساتی بود که برای اجرای برنامه راه‌اندازی شد و قتل‌ها در ژانویه ۱۹۴۱ آغاز شد. در طول مرحله اول عملیات (ژانویه تا اوت ۱۹۴۱)، ۱۰،۰۷۲ مرد، زن و کودک با مونوکسید کربن در یک اتاق گاز به عنوان بخشی از برنامه «اتانازی» نازی‌ها به قتل رسیدند. گاز از سیلندرهای استانداردی که توسط شرکت شیمیایی ایی‌گه فاربن تأمین می‌شد، به دست می‌آمد.
در تابستان ۱۹۴۱، دود غلیظی از کوره بیمارستان بر فراز هادامار می‌پیچید، در حالی که کارکنان با آبجو و شراب جشن سوزاندن ۱۰،۰۰۰ مین بیمار خود را برگزار کردند. تا ۱۰۰ قربانی هر روز با اتوبوس‌های پستی می‌رسیدند. به آن‌ها گفته می‌شد که برای «معاینه پزشکی» لباس‌های خود را درآورند. هر یک از آن‌ها در مقابل یک پزشک قرار می‌گرفت و به عنوان یکی از ۶۰ بیماری کشنده ثبت می‌شد، زیرا «بیماران لاعلاج» باید «مرگ رحمت» دریافت می‌کردند. پزشک هر فرد را با چسب‌های رنگی مختلف برای یکی از سه دسته شناسایی می‌کرد: قتل؛ قتل و برداشتن مغز برای تحقیق؛ قتل و استخراج دندان‌های طلا.
خانواده‌های قربانیان «نامه‌های تسلی» با دلایل جعلی مرگ دریافت می‌کردند. خانواده‌ها همچنین می‌توانستند درخواست یک گلدان خاکستر کنند، اما خاکسترها متعلق به عضو خانواده آن‌ها نبود.

## اعتراضات

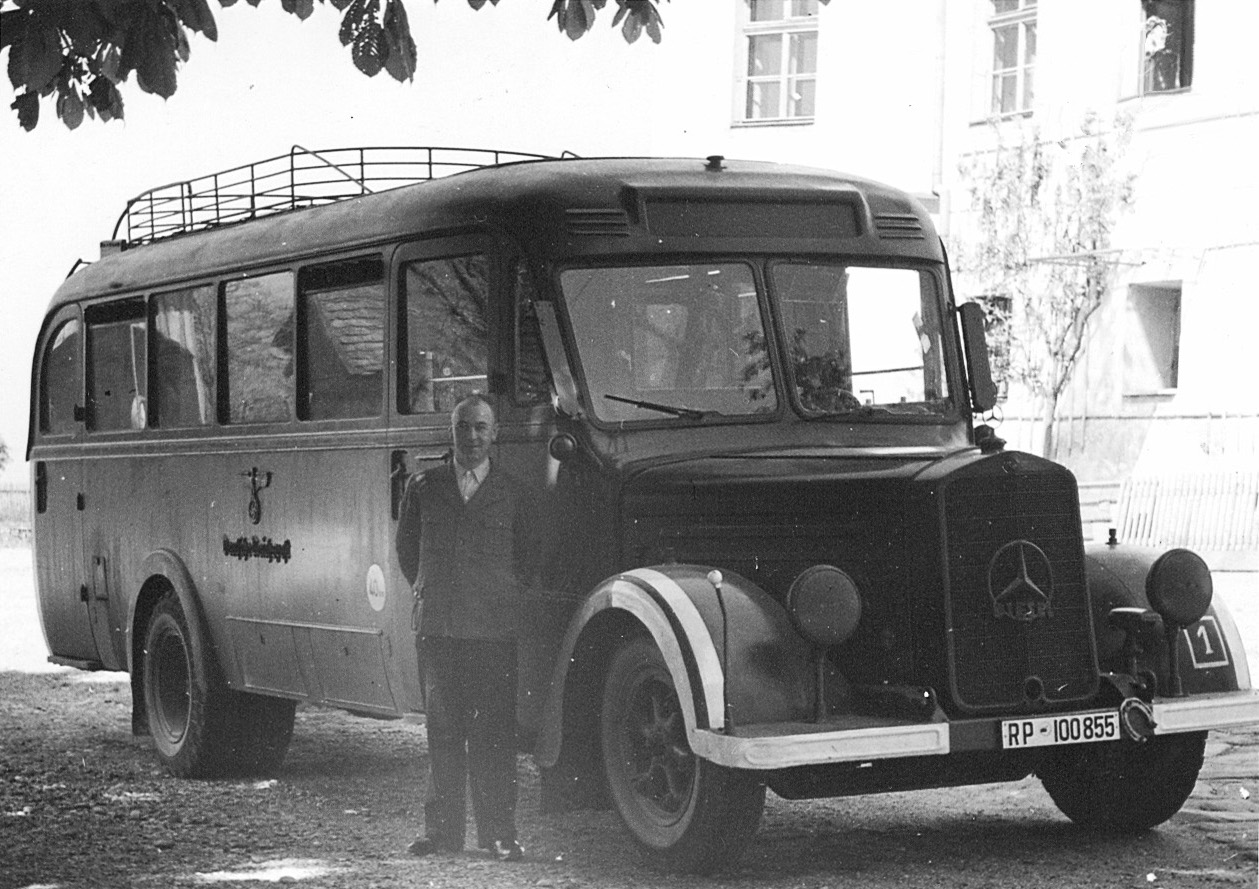
اتوبوس و راننده Gekrat

علیرغم اقدامهای احتیاطی بیمارستان برای پنهان کردن عملیات تی۴، جمعیت محلی کاملاً از وقایع بیمارستان آگاه بودند. افرادی که در بیمارستان هادامار به قتل رسیدند، با قطار و اتوبوس آورده شدند و ظاهراً پشت حصارهای بلند سایت ناپدید می‌شدند. از آنجا که کوره‌های سوزاندن اجساد اغلب با دو جسد به‌طور همزمان تغذیه می‌شدند، فرایند سوزاندن کمتر از حد مطلوب بود. این اغلب منجر به دود غلیظ و تند مذکور می‌شد که بر فراز شهر معلق بود. بر اساس نامه‌ای که اسقف آنتونیوس هیل‌فریش از اسقف‌نشین لیمبورگ در اوت ۱۹۴۱ به وزیر دادگستری رایش ارسال کرد، کودکان محلی یکدیگر را با کلمات «تو خیلی باهوش نیستی؛ تو به هادامار و به کوره‌ها خواهی رفت» مسخره می‌کردند.
با آگاهی مردم از این فعالیت‌ها، به ویژه نقش «اتوبوس‌های خاکستری» (Gekrat) در جمع‌آوری قربانیان، مخالفت‌ها افزایش یافت. از ترس ناآرامی‌های عمومی، هیتلر رسماً در اوت ۱۹۴۱  اعلام کرد که فعالیت‌های «اتانازی» متوقف شده است.

## مرحله دوم عملیات تی۴

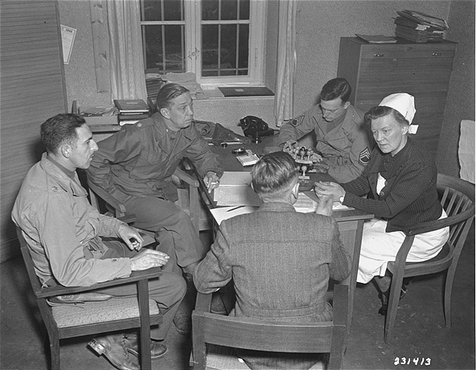
بازرسان جنایات جنگی آمریکایی از پرستار ایرمگارد هوبر در مؤسسه هادامار، می ۱۹۴۵، سؤال می کنند.

پس از تقریباً یک سال تعلیق، قتل «نامطلوب‌ها» در اوت ۱۹۴۲ از سر گرفته شد، در مرحله‌ای که به عنوان «اتانازی غیرمتمرکز» از عملیات تی۴ شناخته می‌شود، جایی که قتل‌های «"اتانازی» بدون هماهنگی متمرکز از برلین انجام می‌شد. پزشکان مقیم و کارکنان، به سرپرستی پرستار ایرمگارد هابر، اکثریت این قربانیان را مستقیماً به قتل رساندند، که در میان آنها بیماران آلمانی با ناتوانی‌ها، افراد مسن دچار اختلالات ذهنی از مناطق بمباران شده، کودکان «نیمه یهودی» از مؤسسات رفاهی، کارگران اجباری با ناتوانی‌های روانی و جسمی و کودکانشان، سربازان آلمانی و سربازان وافن-اس‌اس که به لحاظ روانی غیرقابل درمان تشخیص داده شده بودند، بودند. از آنجا که اتاق گاز تخریب شده بود، پرسنل پزشکی و کارکنان در هادامار تقریباً همه این افراد را با دوزهای کشنده دارو یا غفلت عمدی و سوءتغذیه به قتل رساندند.
اگرچه جنگ در آلمان در ۸ می ۱۹۴۵ به پایان رسید، مؤسسات نابودسازی نازی‌ها به قتل بیماران ناتوان با دارو یا محروم کردن آنها از غذا ادامه دادند. آخرین بیمار شناخته شده‌ای که در هادامار به قتل رسید، یک پسر چهار ساله با ناتوانی ذهنی بود که در ۲۹ می ۱۹۴۵ کشته شد.
در طول مرحله دوم «غیرمتمرکز» از عملیات تی۴، تخمین زده می‌شود که ۴،۵۰۰ قربانی در هادامار به قتل رسیدند.
در ۲۶ مارس ۱۹۴۵، لشکر دوم پیاده‌نظام ایالات متحده شهر هادامار را تصرف کرد و مقامهای آمریکایی شروع به تحقیق در مورد قتل‌هایی که در بیمارستان آن انجام شده بود، کردند.

## استفاده پس از جنگ از سایت
امروزه، این سایت میزبان یک بیمارستان روانپزشکی به نام Vitos Klinik für Psychiatrie und Psychotherapie Hadamar به همراه موزه یادبود هادامار است که شامل یک یادبود برای قربانیان و یک نمایشگاه در مورد قتل‌عام‌هایی است که در این سایت رخ داده‌اند. هر دو کلینیک و موزه توسط ایالت هسن اداره می‌شوند.